# North Augusta
North Augusta is een plaats (city) in de Amerikaanse staat South Carolina, en valt bestuurlijk gezien onder Aiken County en Edgefield County.

## Demografie
Bij de volkstelling in 2000 werd het aantal inwoners vastgesteld op 17.574.
In 2006 is het aantal inwoners door het United States Census Bureau geschat op 19.926, een stijging van 2352 (13.4%).

## Geografie
Volgens het United States Census Bureau beslaat de plaats een oppervlakte van
45,5 km², waarvan 44,6 km² land en 0,9 km² water. North Augusta ligt op ongeveer 137 m boven zeeniveau.

## Plaatsen in de nabije omgeving
De onderstaande figuur toont nabijgelegen plaatsen in een straal van 12 km rond North Augusta.

## Geboren
- Danielle Brooks (1989), actrice en zangeres